# 吉田小南美
吉田 小南美（よしだ こなみ、1967年6月6日 - ）は、日本の声優、女優。キャトルステラ所属。東京都出身。旧芸名・本名は吉田 古奈美（読みは同じ）。

## 経歴
中学生の頃に舞台『死の罠』を見て舞台に興味を持ち始めて大学に進学と同時に、劇団の養成所に入所。古川登志夫主宰の劇団青杜入団後、同人舎プロダクション、日本ナレーション演技研究所を経てアーツビジョンに所属。劇団での舞台活動を経る。『ママとあそぼう!ピンポンパン』に富山敬が声で出演しており、それを見て、「声優がいいな」と思ったという。富山が同番組で色々な役を演じており、「コレはスゴイ」と声優をやりたいと思ったきっかけである。普段の習慣から、「稽古場に行ったら、まず掃除をしながら発声練習をしていた」ら、養成所の隣の事務所にいた音響のプロデューサーがそれを聞いていたため、彼に誘われる形で『魔神英雄伝ワタル』のEXマン役でデビューする。同作終了後、大きな壁にぶつかって、一度声優業も含めて芝居をやめようと思ったが、最後と思ってやった舞台にわずかな希望を見出して、養成所に入りなおした。1997年7月1日にフリーとなり、1998年7月1日には俳協に所属。2000年8月1日に独立して個人事務所であるアンジュドールの所属となり、2001年4月1日には現在の芸名である吉田小南美に改名することに。2005年3月1日からはプロダクション・タンクに所属していたが、2016年5月3日のブログで、キャトルステラへの移籍を発表。
2006年4月、自らが講師となり声優を目指す人を直接指導するワークショップ「アンジュドール」を開設。

## 人物・エピソード
声種はソプラノ。
小川びいによると、小さな体の中に爆発するような声量と技がつめこまれているという。1994年 - 1995年は吉田にとって当たり年で、『メタルファイター・MIKU』のみく役、『あそぼトイちゃん』のトイ役、『魔法陣グルグル』のククリ役、『魔法騎士レイアース』の龍咲海役、『ぼのぼの』のシマリスくん役とタイプの全く違う役を見事に演じきり、その力量を見せたという。
荒木香衣とは劇団青杜、および日本ナレーション演技研究所時代の先輩にあたり、私生活でも仲が良い。
一時期、声帯疲労を起こして声が出なくなり、医者に診察を受けたところ、「普段じゃ使わない声帯を使ったため、喉が破裂したんだ」と注意され、以後喉は大切にしているという。そのため、同時期に演じていた『魔法陣グルグル』のククリ役は2週分後で別撮りしたため、「ちょっと声が違う」ことを悔やんでいた。また本人曰く「ギャグセンスがないため、笑いを要求される役が多かった時はとても難しかった」とコメントしたこともある。
『青春ラジメニア』の企画で南かおりと共にユニットを組んでCDアルバムをリリースしたこともある。デビュー当時は決して上手ではなかったが、その出演アニメ作品の音楽担当をしていた田中公平から特訓を受けたという（『青春ラジメニア』で2人ゲスト出演時にコメント）。
特技は唄（CD多数）、しの笛、フランス語。資格は普通自動車免許。

## 出演
太字はメインキャラクター。

### テレビアニメ
時期不明
- それいけ!アンパンマン（時期不明 - 2023年、マッシュルームくん〈初代〉、コンペイトウマン、バケツくん〈3代目〉、スリコギ坊主、ゆず姫）

1988年
- 魔神英雄伝ワタル（1988年 - 1989年、女生徒、EXマン）

1989年
- 鎧伝サムライトルーパー（都民）
- 魔動王グランゾート（女の子）

1991年
- 太陽の勇者ファイバード（アキラ、職員、主婦、アナウンス、マモル、キャシー、女）
- 新世紀GPXサイバーフォーミュラ（追っ掛けギャル）
- 絶対無敵ライジンオー（1991年 - 1992年、白鳥マリア、近藤ひでのり）
- 機甲警察メタルジャック（るか、女の子、女の子A）
- ゲンジ通信あげだま（女A）

1992年
- おぼっちゃまくん（子ガメA）
- 元気爆発ガンバルガー（アナウンサー）
- 伝説の勇者ダ・ガーン（少女、生徒〈男〉、生徒）
- 美味しんぼ 究極対至高 長寿料理対決!!（スチュワーデス）

1993年
- クレヨンしんちゃん（1993年 - 1994年、女、タエコ 他）
- 熱血最強ゴウザウラー（女子生徒）
- ミラクル☆ガールズ（高村ナナ）
- 機動戦士Vガンダム（1993年 - 1994年、マルチナ・クランスキー、ソフィア・イエリネス、ミズホ・ミネガン）

1994年
- 超くせになりそう（早乙女葵）
- 美少女戦士セーラームーンS（セニシエンタ）
- メタルファイター・MIKU（みく）
- あそぼトイちゃん（トイ）
- 魔法陣グルグル（1994年 - 1995年、ククリ）
- 魔法騎士レイアース（1994年 - 1995年、龍咲海）

1995年
- アニメ世界の童話（末っ子）
- ぼのぼの（1995年 - 1996年、シマリスくん）

1996年
- 名探偵コナン（1996年 - 2004年、リポーター、女性アナウンサー、ニュースキャスター、九十九文乃、川口みずき、森本友美）
- 怪盗セイント・テール（加奈子）
- H2（秋奈）
- はじめ人間ゴン（ゆうしゃ）
- 地獄先生ぬ〜べ〜（花子さん）
- 勇者指令ダグオン（アナウンサー、ザゴス星人）

1997年
- ドラえもん（テレビ朝日版第1期）（アシスタント）
- 勇者王ガオガイガー（1997年 - 2005年、初野華、磯貝さくら、パリアッチョ、獅子王絆） - 2シリーズ
- ゲゲゲの鬼太郎（第4作）（佳枝〈子供〉）
- はいぱーぽりす（未里）
- 烈火の炎（1997年 - 1998年、辰子）

1998年
- 吸血姫美夕（藤村優希）
- はれときどきぶた（少女）
- ポケットモンスター（キヨミ）
- 時空探偵ゲンシクン（マリア）
- 魔術士オーフェン（1998年 - 1999年、レキ、エルカレナ） - 2シリーズ
- ジェネレイターガウル（千明ナツメ）
- ももいろシスターズ（福屋蛍子）

1999年
- 課長王子（ウラナイ）

2000年
- ドキドキ♡伝説 魔法陣グルグル（ククリ）
- デジモンアドベンチャー02（2000年 - 2001年、マイケル、シャコモン）
- 金田一少年の事件簿（桐江想子）
- ONE PIECE（キャロル）

2002年
- キン肉マンII世（2002年 - 2006年、ミート） - 3シリーズ
- 東京ミュウミュウ（女性AD〈ガララ〉）

2003年
- 金色のガッシュベル!!（2003年 - 2006年、ロブノス、エリー、ガッシュ・ベル〈2代目〉、ファンゴ）
- 探偵学園Q（畔上里央）

2004年
- ポケットモンスター アドバンスジェネレーション（チルット）
- ボボボーボ・ボーボボ（軍艦〈少年時代〉）
- ふたりはプリキュア（谷口聖子）
- To Heart 〜Remember my Memories〜（姫百合瑠璃）

2005年
- ブラック・ジャック（古河敏江）
- 甲虫王者ムシキング 森の民の伝説（シュリ）
- ToHeart2（姫百合瑠璃）

2006年
- ぽかぽか森のラスカル（リノママ）
- エンジェル・ハート（二歳の香）
- 出ましたっ!パワパフガールズZ（リポーター）

2007年
- 忍たま乱太郎（2007年 - 2025年、ソウコ〈3代目〉、子供、買い物客）

2008年
- ヤッターマン（第2作）（石器人）
- 戦争童話 キクちゃんとオオカミ（広太郎）

2012年
- デジモンクロスウォーズ 〜時を駆ける少年ハンターたち〜（金田イサム）
- 聖闘士星矢Ω（2012年 - 2013年、春麗）

2018年
- ゲゲゲの鬼太郎（第6作）（たくろう火）

2022年
- デジモンゴーストゲーム（ピッコロモン）

2023年
- ひろがるスカイ!プリキュア（2023年 - 2024年、王妃）

### 劇場アニメ
1989年
- ヴイナス戦記（キャッシー）

1991年
- 機動戦士ガンダムF91（コチュン・ハイン）

1996年
- 劇場版 魔法陣グルグル（ククリ）

2001年
- キン肉マンII世（2001年 - 2002年、ミート） - 2作品

2002年
- ぼのぼの クモモの木のこと（シマリスくん）

2007年
- それいけ!アンパンマン ホラーマンとホラ・ホラ子（ゆず姫）

2012年
- 映画 スマイルプリキュア! 絵本の中はみんなチグハグ!（一寸法師）
- やなせたかしシアター ハルのふえ（リス）

2014年
- 映画 プリキュアオールスターズNewStage3 永遠のともだち（ユメタ）

### OVA
1989年
- 機動戦士SDガンダムMARK-II（リィナ）
- 機動戦士ガンダム0080 ポケットの中の戦争（ドロシー）

1991年
- 創竜伝

1992年
- 絶対無敵ライジンオー（1992年 - 1993年、白鳥マリア）
- BASTARD!! -暗黒の破壊神-（1992年 - 1993年、シーラ姫）
- 魔物ハンター妖子（1992年 - 1995年、神崎あづさ、あづさ2号）

1993年
- 悪右衛門（リズ）
- キッスは瞳にして（川原泉）

1994年
- YAMATO2520（スーシャ）

1996年
- 銀河お嬢様伝説ユナ〜哀しみのセイレーン〜（ルシア）

1997年
- 電脳戦隊ヴギィ'ズ★エンジェル（Dr.ニーナ・ウッドフォード）
- レイアース（龍咲海）

2000年
- 勇者王ガオガイガーFINAL（2000年 - 2003年、初野華、磯貝桜）

2007年
- ToHeart2（2007年 - 2012年、姫百合瑠璃） - 5シリーズ

### Webアニメ
- 魔神英雄伝ワタル 七魂の龍神丸（2020年、EXマン、メル、スタッフB）

### ゲーム
1993年
- フラッシュハイダース（シーナ・バンパイド、レイ）
- ムーンライトレディ（水無神綾 / アクエリアス）

1994年
- アイドル雀士スーチーパイII（天野麻衣、篠原ありす）
- アルナムの牙 獣族十二神徒伝説（メイファン、マサゴ、一種九号）
- 初恋物語（水樹瑠衣）
- ポリスノーツ（案内嬢）※PC-9821版

1995年
- アークザラッド（ククル）
- アイドル雀士スーチーパイSpecial（天野麻衣）
- アイドル雀士スーチーパイLimited（天野麻衣）
- アイドル雀士スーチーパイRemix（天野麻衣）
- バトルタイクーン（シーナ）
- ポリスノーツ（ナレーション）※3DO、PS、SS版
- 魔法騎士レイアース（龍咲海） - 4作品
- 魔法陣グルグル（ククリ）
- メタルファイター・MIKU（MIKU）

1996年
- アークザラッドII（ククル、ちょこ）
- アイドル雀士スーチーパイII Limited（天野麻衣、篠原ありす）
- エクストラブライト（リンダ）
- 虚空漂流ニルゲンツ（アイル・エンデ）
- スターオーシャン（ミリー・キリート、フィア・メル）
- ぷよぷよCD通（ウィッチ、ふたごのケットシー）
- 魔法陣グルグル2（ククリ）
- ラングリッサーIII（フレア姫）

1997年
- アークザラッド・モンスターゲーム with カジノゲーム（ククル、ちょこ）
- スレイヤーズ ろいやる（リネア・ディア・フレイムドール）
- 電脳天使 〜デジタルアンジュ〜（リアムローダ・アルキオネ・ヒアデス）
- 同級生2（都築こずえ）
- 麻雀学園祭
- ホワイトダイアモンド（エル）
- 魔法学園LUNAR!（リック）
- Little Lovers（さゆり）

1998年
- AZITO2（秋富士珠美）
- GUNばれ!ゲーム天国（クラリス）
- 個人教授（千葉ちひろ）
- スーチーパイアドベンチャー ドキドキナイトメア（天野麻衣、篠原ありす）
- スーパーアドベンチャーロックマン（ロール）
- ドリーム・ジェネレーション 〜恋か? 仕事か!?…〜（夏川咲）
- ブリガンダイン 幻想大陸戦記（ナレーション）
- みさきアグレッシヴ!（佐伯瞳）
- Little Lovers 2nd

1999年
- アークザラッドIII（ちょこ）
- アイドル雀士スーチーパイIII（天野麻衣、篠原ありす）
- アイドル雀士をつくっちゃおう♥（天野麻衣、篠原ありす）
- 俺の屍を越えてゆけ（イツ花、太照天昼子）
- スーパーロボット大戦コンプリートボックス（ベル・アール）
- ストリートファイターEX2 PLUS（エリア）
- スノボキッズプラス（ニコル＝カウチ、スラッシュの母、男の子）
- 70年代風ロボットアニメ ゲッP-X（堺宏美、夕子、ヒッサー将軍）
- フレンズ 〜青春の輝き〜（秋山みどり）
- 悠久のエデン（デイジー）
- Little Lovers SHE SO GAME（日向さゆり）

2000年
- サンライズ英雄譚R（初野華）
- スーパーロボット大戦α（ベル・アール、メルトラン兵）
- ストリートファイターEX3（エリア）
- 7BLADES（鉄砲お百合）

2001年
- グローランサーIII（バーバラ）
- ルナ・ウイング 〜時を越えた聖戦〜（アリシア）

2002年
- キン肉マンII世 正義超人への道（アレキサンドリア・ミート）
- キン肉マンII世 新世代超人VS伝説超人（ミート、チワワマン）
- スーパーロボット大戦IMPACT（ベル・アール）
- ライジンピンポン（サイコ）

2003年
- アークザラッド 精霊の黄昏（ちょこ）
- SUNRISE WORLD WAR Fromサンライズ英雄譚（マリア）
- 第2次スーパーロボット大戦α（和泉ナナ、初野華）
- みんなのGOLF 4（ゆみっぺ）

2004年
- アークザラッドジェネレーション（ククル、ちょこ）
- キン肉マン ジェネレーションズ（ミート）
- 金色のガッシュベル!! 激闘!最強の魔物達（ロブノス）
- シティコネクション・ロケット（クラリス）
- スーパーロボット大戦MX（和泉ナナ）
- スーパーロボット大戦GC（白鳥マリア、近藤ひでのり）
- ToHeart2（姫百合瑠璃）

2005年
- AngelWish 〜君の笑顔にチュッ!〜（栗平六夏）
- 金色のガッシュベル!! うなれ!友情の電撃 ドリームタッグトーナメント（エリー）
- 新世紀勇者大戦（初野華、白鳥マリア）
- 第3次スーパーロボット大戦α 終焉の銀河へ（和泉ナナ、Zマスター、パリアッチョ）
- 鋼の錬金術師3 神を継ぐ少女（ノルン）

2006年
- キン肉マン マッスルジェネレーションズ（ミート）
- キン肉マン マッスルグランプリMAX（ミート君、銀のマスク、超人の子供）
- デジモンセイバーズ アナザーミッション（ピヨモン）

2007年
- アイドル雀士スーチーパイIII Remix（天野麻衣、篠原ありす）
- アイドル雀士スーチーパイIV（篠原ありす）
- SDガンダム GGENERATION SPIRITS（ドロシー、マルチナ・クランスキー）

2008年
- スーパーロボット大戦A PORTABLE（和泉ナナ）

2009年
- スーパーロボット大戦NEO（白鳥マリア、近藤ひでのり）
- ToHeart2 PORTABLE（姫百合瑠璃）

2010年
- アイドル雀士スーチーパイIV ぽ〜たぶる（篠原ありす）

2011年
- ToHeart2 ダンジョントラベラーズ（姫百合瑠璃）
- ToHeart2 DX PLUS（姫百合瑠璃）

2012年
- ハートフルシミュレーター PACHISLOT ToHeart2（姫百合瑠璃）

2013年
- スーパーロボット大戦Operation Extend（白鳥マリア、近藤ひでのり）

2014年
- 俺の屍を越えてゆけ2（紅梅白梅皇子、太照天昼子）

2015年
- スーパーロボット大戦BX（ベル・アール、白鳥マリア、近藤ひでのり、Zマスター）

2018年
- スーパーロボット大戦X（EXマン）
- ゴシックは魔法乙女〜さっさと契約しなさい！〜（龍咲海）
- スターオーシャン:アナムネシス（ミリー・キリート、フィア・メル）

2019年
- スーパーロボット大戦T（Zマスター、龍咲海）
- ヴァルキリーアナトミア -ジ・オリジン-（龍咲海）
- 金色のガッシュベル!! Golden Memories（エリー）
- スターオーシャン1 First Departure R（ミリー・キリート、フィア・メル）

2020年
- ステリアデイズ・ウィキッド（ミトラ・マナソティ）

2021年
- スーパーロボット大戦30（初野華、龍咲海）

2024年
- 金色のガッシュベル!! 永遠の絆の仲間たち（ロブノス）
- カルドアンシェル（火野勇人、エリー・キテラ、ウミタマ、白千鳥の鬼）
- 精霊機フレイリート（火野勇人）

### 吹き替え

#### 映画
- アダムス・ファミリー3 再結集（ウェンズデー・アダムス〈ニコール・フジェール〉）
- クリスマスに万歳!
- すばらしき人生
- チアーズ!
- 秘密の花園（メアリー・レノックス〈ケイト・メイバリー〉）
- ミセス・ダウト
- 私が愛したギャングスター

#### テレビドラマ
- 新スタートレック（クララ・サッター）
- 対決スペルバインダー（カトリーナ・マグルトン）

#### アニメ
- 少女チャングムの夢（ヨンセン）
- テイルスピン（モリー）
- 101匹わんちゃん（キャドピッグ）
- ペンギン物語〜きらきら石のゆくえ〜
- モンキーマジック（千里眼）
- ロング・ウェイ・ノース 地球のてっぺん（サーシャの母[77]）

### ラジオ
- 大アニメ博覧会（1993年4月9日 - 1994年9月 東海ラジオ 相方は田中公平）
- 吉田古奈美のミッドナイトフレンズ（東海ラジオ）
- 電脳戦隊ヴギィ'ズ★エンジェル 天使になりたい!!（1997年10月4日 - 1998年3月28日 ラジオ関西 相方は竹内葵）
- 吉田古奈美のオワラナイト（ラジオたんぱ 現ラジオNIKKEI）
- 吉田小南美のアンジュブラン（コーズプランニング / アニスタ.TV）

### CD
- カイとマリーのるんたった（カイ、マリー）
- カイとマリーのるんたった 涙と笑いと恐怖のカボチャ物語（カイ、マリー）
- カオシックルーン（デス＝レックス＝アームズ、エレ）
- Amitie（あみてぃえ）（吉田古奈美＆荒木香恵）
- 金田一少年の事件簿 死神病院殺人事件（醍醐真紀）
- キン肉マンII世キャラクターソングコレクション新世代正義超人の歌「ミートにおまかせ」
- キン肉マンII世歌と音楽集「カルビ丼音頭」
- サウンド・オブ・サイレンス（「コンドルは飛んでゆく」「スカボロ・フェア」を歌唱）
- CDシアター ドラゴンクエスト（アリーナ、リュカ〈幼年期〉、ティミー、バーバラ）
- 集英社カセットブック ジョジョの奇妙な冒険 第1巻 空条承太郎見参の巻（不良少女）
- 絶対無敵ライジンオーシリーズ
  - 絶対無敵ライジンオー 歌う地球防衛組!（白鳥マリア、近藤ひでのり）
  - 絶対無敵ライジンオーIV 地球防衛組全員出動!（白鳥マリア、近藤ひでのり）
  - 絶対無敵ライジンオーV ドラマCDスペシャル 絶対無敵の玉手箱（トウトウココマデヤッチマッタ）（白鳥マリア、近藤ひでのり）
  - 絶対無敵ライジンオー ドラ1（白鳥マリア、近藤ひでのり）
  - 絶対爆発ライジンオー対ガンバルガー（非売品）（白鳥マリア）
- T"idal☆Wave（だいだるうぇーぶ）（吉田古奈美＆南かおり）
- 戦う!セバスチャン（ヘイヂ）
- 電脳戦隊ヴギィ'ズ★エンジェル 天使になりたい!! VOL.1-2（吉田古奈美・竹内葵）
- ToHeart2 CharacterSongs（AQUAPLUS）
- ドラマCD 八雲立つ 音盤物語（滝）
- 花笑みの島
- ビックリマン 新たなる出発（ラシア）
- ファイアーウーマン纏組（藤川わたる〈幼少時代〉）
- BOOM TOWN SONG SONG SONG（安佐原夏澄）
- ふしぎ遊戯 玄武開伝（フェン）
- 魔神英雄伝ワタル 七魂の龍神丸「あっと驚く、幻龍丸!」（EXマン、人形の声）
- 魔神英雄伝ワタル 七魂の龍神丸 オーディオドラマ「咲き誇れ、奇跡の龍樹!」（EXマン、女の獣人〈ヒツジ〉）
- 真冬の流れ星（WITH YOUとして）
- 魔法陣グルグル ドラマCD 〜大迷惑! 熱血妖精の恩返し〜（ククリ）
- 魔法陣グルグル オリジナル・ドラマ 〜水晶玉を取り戻せ! 暗闇の中は大コンランですゾ!!〜（ククリ）
- 魔法陣グルグル 〜ジミナ村の祭典〜（ククリ）
- 魔術士オーフェン 無謀編（キャリアン）
- 皆口裕子のDear My Friends 〜しゃべってもらっちゃいました〜（ゲスト）
- ミレニアム・シリーズ タイムカプセルVol.9〜いつだって、そばにいるよ〜 （2000年12月16日）（吉田古奈美）
- メルヴェイユ（初のソロアルバム）
- 勇者王ガオガイガーシリーズ
  - スペシャルドラマ1「サイボーグ誕生」（初野華）
  - スペシャルドラマ2「ロボット闇酷冒険記」（獅子王絆）
  - スペシャルドラマ3「最強勇者美女軍団」（初野華、磯貝桜）
  - スペシャルドラマ4「ID5は永遠に…」（カースケ）
  - 覇界王 〜ガオガイガー対ベターマン〜 the COMIC 第1巻特装版スペシャルCD（2019年、初野華）
- レヴァリアース 幸運!?を呼ぶブレスレット（ウリック）
- レヴァリアースvol.2 シオンの女難!!（ウリック）

### CM
- 絶対無敵ライジンオー マラソンCM（白鳥マリア）

### その他コンテンツ
- ぼいぱら Vol.2 吉田古奈美（Windows 95）
- 魔法陣グルグル スクリーンセーバー＆壁紙集（Windows 3.1/95）
- 魔法陣グルグル ふしぎクリック絵本 （Windows&Macintosh）
- 魔法陣グルグル どきどきアニメコレクション （Windows&Macintosh）
- 吉田古奈美のお元気チャンネル“夢ビジョン”（フォトCD）
- ラジロム〜モーニング〜（Windows）
- 病院の自動精算機の音声（最後に話す「お大事に」が色っぽく聞こえるという理由で、『ナニコレ珍百景』にて紹介された）

### シリーズ一覧
1. ↑  第1期（1997年 - 1998年）、第2期『FINAL GRAND GLORIOUS GATHERING』（2005年）
2. ↑  第1期（1998年 - 1999年）、第2期『Revenge』（1999年 - 2000年）
3. ↑  第1期（2002年）、第2期『ULTIMATE MUSCLE』[49]（2004年）、第3期『ULTIMATE MUSCLE2』[50]（2006年）
4. ↑  第1作品（2001年）、『マッスル人参争奪!超人大戦争』（2002年）
5. ↑  第1期『OVA ToHeart2』（2007年）、第2期『ad』（2008年）、第3期『adplus』（2009年）、第4期『adnext』（2010年）、第5期『ダンジョントラベラーズ』（2012年）
6. ↑  ゲームボーイ版、セガサターン版、スーパーファミコン版、『2nd ミッシングカラーズ』（1995年）